# 3893 DeLaeter
3893 DeLaeter este un asteroid din centura principală, descoperit pe 20 martie 1980 de Michael Candy.